# Retrato de Luís XIV
Retrato de Luís XIV ou Retrato de Luís XIV em trajes de sagração é uma pintura a óleo do artista francês Hyacinthe Rigaud concluída em 1701 a pedido de Luís XIV de França. O monarca francês encomendou o quadro na finalidade de enviá-lo de presente a seu neto, Filipe V de Espanha. A obra, no entanto, foi mantida em exibição no Palácio de Versalhes tornando-se o retrato oficial do monarca e eternizada, posteriormente, como uma das principais representações da monarquia francesa e dos valores alimentados pelo Antigo Regime.

## Contexto
Em 18 de novembro de 1700, após a morte de Carlos II, duas dinastias passaram a disputar o trono espanhol culminando na Guerra da Sucessão Espanhola. O testamento de Carlos II nomeava seu sobrinho e neto de Luís XIV, Filipe de Anjou, como o futuro monarca de Espanha o que foi debatido pela Casa de Habsburgo austríaca que desejava um de seus membros no trono do país. Filipe de Anjou, desejoso de atrair para seu futuro reinado os valores fomentados por seu avô na França, convenceu-o de encomendar um quadro ao francês Hyacinthe Rigaud. Seguindo a ideia de Luís XIV, a obra deveria retratar o poder absoluto da realeza servindo de referência a futuras gerações de monarcas.
Em uma carta pessoal destinada ao Grão-Duque Cosme III da Toscana, Rigaud descreve a encomenda total de Luís XIV como: "Ao Rei [de França] e ao Rei de Espanha, uma cópia do retrato do Rei de mesma medida do original para Sua Majestade Católica, no total 12.000 libras". O mesmo pagamento é registrado nas contas dos escritórios reais datadas de 16 de setembro de 1702: "Dois grandes retratos do rei de corpo inteiro, com um pequeno esboço da obra e um retrato de corpo inteiro do Rei de Espanha."

## Descrição

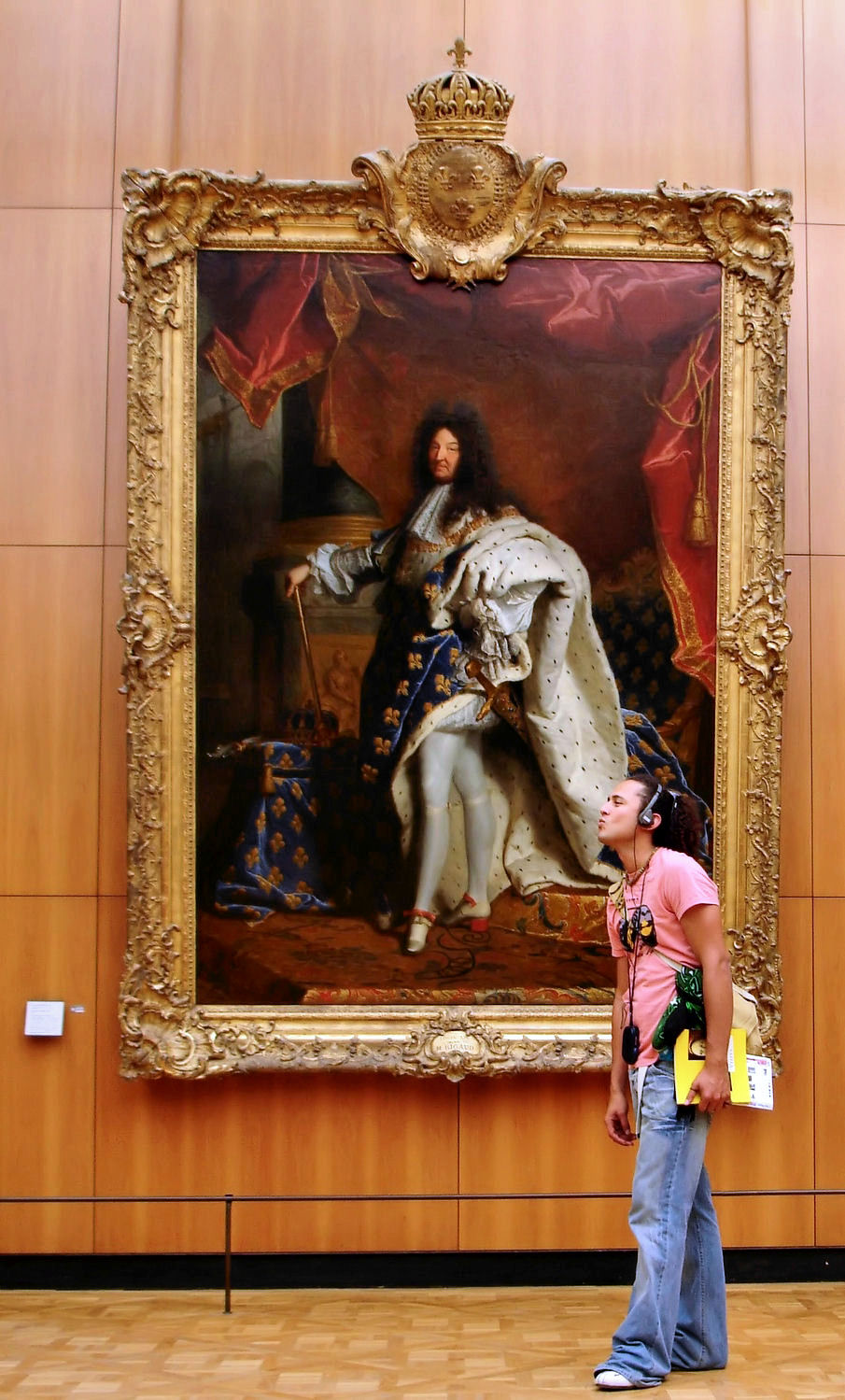
O Retrato de Luís XIV em uma das galerias do Museu do Louvre, em Paris.

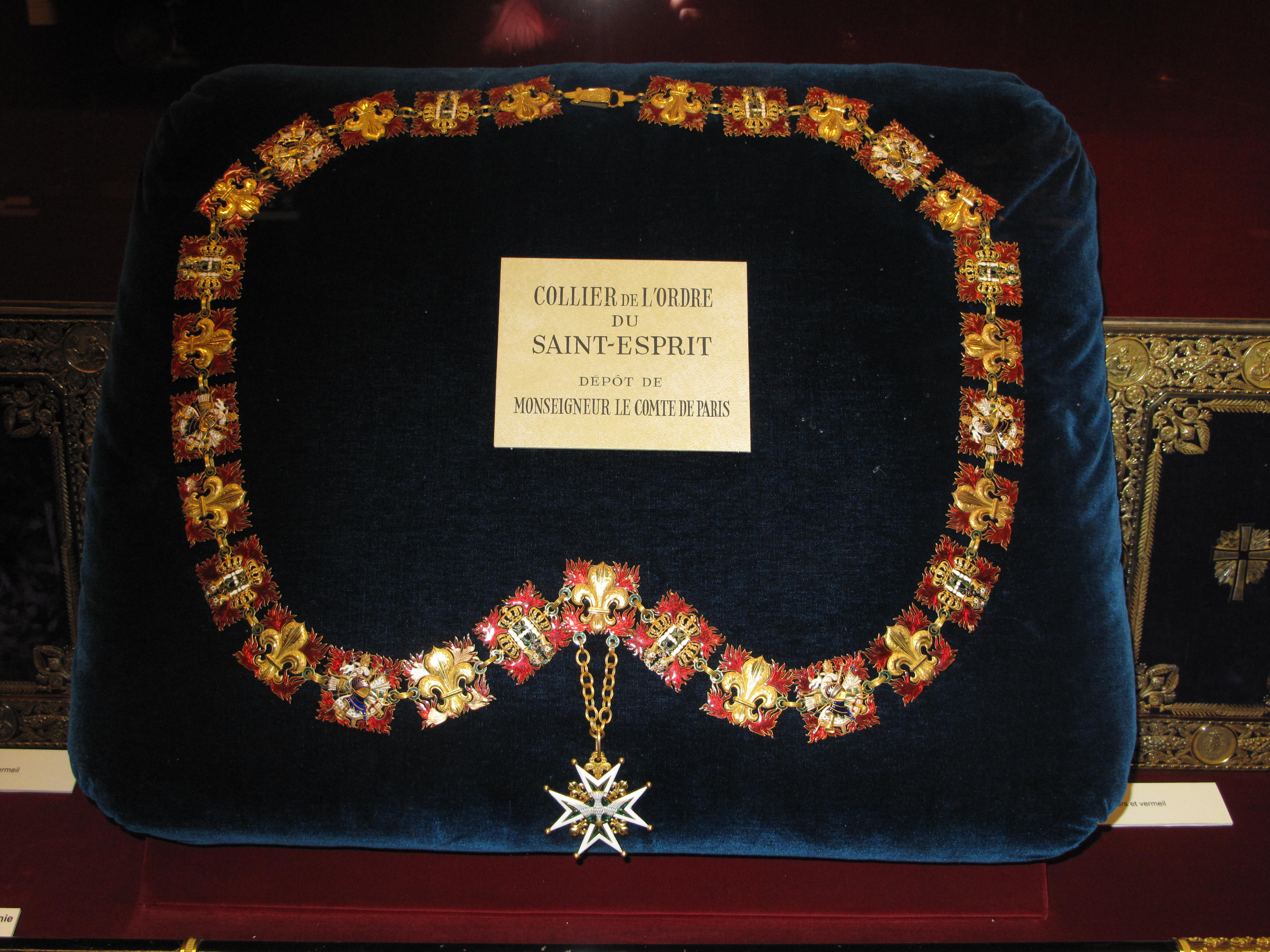
Na pintura, Luís XIV porta o Grande-Colar da Ordem do Espírito Santo.

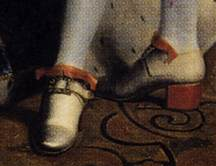
Detalhe dos calçados de Luís XIV (conhecidos como talons rouges) na pintura.

A flor-de-lis, símbolo da realeza francesa, domina o cenário da pintura nos trajes utilizados por Luís XIV e na decoração do recinto.

A pintura é assinada e data na base da coluna que representa a deusa romana Justitia: "Pintado por Hyacinthe Rigaud em 1701". Na base da coluna, figura um relevo da deusa Têmis portando uma espada na mão direita e uma balança na mão esquerda. No ano de conclusão da obra, Luís XIV possuía 63 anos de idade e estava no 58º ano de reinado, num período de declarado Absolutismo e que no que era considerado pelos contemporâneos como o apogeu da história política da França.
Rigaud desenhou a face do monarca numa pequena tela retangular subsequentemente costurada em pequenos pontos na tela principal pintada a partir do pano de fundo. Este original, atualmente parte do acervo do Louvre, possui uma réplica de praticamente mesma dimensão exibida continuamente no Salão de Apolo do Palácio de Versalhes.
O rei é representado de pé, cerca de 3/4 à esquerda do total da imagem, de olhar linear ao espectador e exibindo os pés em posição que possibilita a visão total de seu corpo no ambiente representado. O rei ocupa o espaço central da imagem cuja composição é construída a partir de estruturas verticais (coluna, rei e trono) e uma forma piramidal preenchida por ele, criando uma sensação de elevação na cena. Todo o cenário recebe um tom dramático com a presença de uma densa cortina grená drapeada que parcialmente oculta o restante do ambiente.
A esquerda da imagem é dominada por um grande pilar de mármore, tradicional simbologia de poder desde o Renascimento. Sua disposição linear ao rosto do monarca evoca os ideais estabilidade política e social, o eixo do mundo que une os poderes terrestre e celestial. O pilar maciço repousa sobre um estilóbata cujos dois lados visíveis são decorados com relevos representando duas virtudes da realeza: As alegorias da Justiça (frente) e da Força (esquerda).
O trono real é representado estofado em azul e bordado com flores-de-lis (símbolo histórico da monarquia francesa) colocado no alto de um degrau e sob um baldaquino de seda grená (cor representativa de poder e riqueza desde a antiguidade). Ao contrário da maioria dos retratos de monarcas em toda a história, nesta obra, Luís XIV não porta insígnias em seu peito e não usa a coroa francesa, que repousa sobre uma meseta onde o rei firma seu cetro real - conhecido como Main de Justice ou "Mão da Justiça". Luís XIV também mantém o braço esquerdo na região da cintura, deixando visível a Joiosa, espada de Carlos Magno.
O monarca exibe uma peruca castanha e os típicos trajes de corte (camisa e punhos de renda, cravat de linho, rinegraves de brocado, sapatos de salto vermelho adornados com fivelas de diamantes e meias de seda presas por ligas). Apesar de não trazer insígnias em seu corpo, Luís XIV exibe o grão-colar da Ordem do Espírito Santo - a mais alta honraria do Reino de França - e tem sobre seus ombros o manto real de coroação de forma que deixa visível suas pernas e a espada.